# Boston Stock Exchange
Die Boston Stock Exchange (heute NASDAQ BX, ehemals BSE) war eine regionale Wertpapierbörse mit Sitz in Boston, Massachusetts. Sie wurde 1834 gegründet und ist damit die drittälteste Börse der USA. Am 2. Oktober 2007 wurde sie für 61 Millionen US-Dollar von der NASDAQ übernommen.

## Geschichte
Die 1834 gegründete Boston Stock Exchange ist die drittälteste Börse der USA. Am 2. Oktober 2007 vereinbarte die NASDAQ die Übernahme der BSE Group für 61 Millionen US-Dollar. Der Verkauf umfasste die Boston Stock Exchange und ihre wichtigsten Vermögenswerte: die Holdinggesellschaft der BSE (BSE Group), die Boston Equities Exchange (BeX), die Boston Stock Exchange Clearing Corporation (BSECC) und die Aufsichtsbehörde der BSE für die Boston Options Exchange (BOXR).
Die Minderheitsbeteiligung der BSE an der Boston Options Exchange war nicht Gegenstand der Transaktion mit der NASDAQ, da die BSE zunächst mit der Montreal Exchange über den Verkauf ihrer BOX-Anteile verhandelte.